# Cabaret burlesque
Cabaret burlesque con su lema Atrévete fue un reality show producido y emitido por TVN. Este es un programa que buscaba cumplir la fantasía de ser una vedette a mujeres chilenas de distintos mundos. Para eso, la red estatal trajo a distintos y reconocidos profesionales para que las preparen en una escuela burlesque. De estas audiciones quedaron 20 participantes. La audición se realizó en el teatro Oriente, y los encargados de evaluar fueron los mismos profesores que hoy les hacen clases a las chicas: Jesús Codina (actuación), Irene Bustamante (danza) y Annie Murath (canto). Además, estuvo en el casting y audición Emilie Loison, actriz francesa experta en el arte Burlesque. El programa inició el 14 de noviembre de 2012 en horario prime bajo la conducción de Cristián de la Fuente. La ganadora del programa obtuvo como premio 10 millones de pesos y un viaje a París, Francia.

## Formato
Este reality show buscará convertir a una mujer común y corriente, en una osada vedette, para ellos las 20 participantes contarán con la ayuda de profesores para preparar cada semana su performance y presentarla al jurado con el fin de no ser eliminadas. Las 20 mujeres seleccionadas combinarán sus propios atributos, con una intensa preparación, de primer nivel, para crear un cabaret moderno y con una  identidad muy propia. Un espectáculo entretenido, desprejuiciado, sensual y sobre todo glamoroso.

## Promoción
El spot cuenta con una pieza, musicalizada con el clásico "Lady Marmalade" y ambientada en un elegante cabaret, también se ve a la actriz francesa, experta en disciplina Burlesque, Emilie Loison, invitando a las mujeres a cumplir la fantasía de convertirse en una vedette.

## Equipo del programa
- Presentador: Cristián de la Fuente.[8]
- Jueces:
  -  Jorge Zabaleta[9]
  -  Emilie Loison
  -  Maripepa Nieto
- Personal:
  - Anthony Ortega: Asistente de las participantes de la escuela Cabaret Burlesque.
  - Annie Murath: Profesora de canto de la escuela Cabaret Burlesque.
  - Emilie Loison: Directora artística y jurado de la escuela Cabaret Burlesque.
  - Irene Bustamante: Coreógrafa y profesora de baile de la escuela Cabaret Burlesque.
  - Verónica Lobos: Profesora de Danza de Cabaret Burlesque.
  - Jesús Codina: Profesor de actuación de la escuela Cabaret Burlesque.
  - Juanita Ringeling: Anfitriona.

## Participantes
| Participante                                           | Edad | Situación actual                             | Resultado anterior                 | Estadía |
| ------------------------------------------------------ | ---- | -------------------------------------------- | ---------------------------------- | ------- |
| Catalina Vera Actriz.                                  | 24   | Ganadora de Cabaret burlesque                |                                    | 78 días |
| Natalia Dufuur Actriz.                                 | 21   | 2.º Lugar (Compartido) de Cabaret burlesque  |                                    | 78 días |
| Camila Lacamara Médico veterinaria.                    | 27   | 2.º Lugar (Compartido) de Cabaret burlesque  |                                    | 78 días |
| Camila Correa Bailarina, modelo y promotora.           | 23   | Finalista Eliminada de Cabaret burlesque     |                                    | 78 días |
| Fernanda Vega Técnico en administración de empresas.   | 24   | Finalista Eliminada de Cabaret burlesque     |                                    | 78 días |
| Kimberly Riquelme Promotora.                           | 18   | Semifinalista Eliminada de Cabaret burlesque |                                    | 77 días |
| Francesca Sabelle Estudiante de Ingeniería en turismo. | 25   | Semifinalista Eliminada de Cabaret burlesque |                                    | 77 días |
| Mitzy Ávila Asistente de gerencia.                     | 25   | Semifinalista Eliminada de Cabaret burlesque |                                    | 77 días |
| Eva Quezada Bailarina y profesora de danza.            | 30   | Semifinalista Eliminada de Cabaret burlesque |                                    | 77 días |
| Muriel Rocchi Relacionadora pública.                   | 36   | Semifinalista Eliminada de Cabaret burlesque |                                    | 77 días |
| Carolina Estay Profesora de inglés.                    | 30   | 8.ª eliminada de Cabaret burlesque           |                                    | 70 días |
| Catherine Herrera Estudiante de publicidad.            | 23   | 7.ª eliminada de Cabaret burlesque           |                                    | 70 días |
| Gabriela Aguilera Maquilladora y actriz.               | 19   | 6.ª eliminada de Cabaret burlesque           |                                    | 63 días |
| Claudia Benner Dueña de casa.                          | 38   | Abandona por motivos personales              |                                    | 63 días |
| Katherine Contreras Actriz.                            | 35   | 5.ª eliminada de Cabaret burlesque           |                                    | 56 días |
| Jennifer Boldt Dueña de Casa.                          | 26   | 4.ª eliminada de Cabaret burlesque           |                                    | 49 días |
| Florencia Gabardos Modelo y cantante.                  | 25   | 3.ª eliminada de Cabaret burlesque           |                                    | 42 días |
| Claudia Poblete Microempresaria.                       | 25   | 2.ª eliminada de Cabaret burlesque           | 1.ª eliminada de Cabaret burlesque | 27 días |
| María José Candia Cantante callejera.                  | 36   | Expulsada por irresponsabilidad              |                                    | 28 días |
| Loreto Huerta Actriz                                   | 28   | Abandona por motivos personales              |                                    | 3 días  |

1. ↑  Después de haber sido eliminada el día 21, Claudia reingresa el día 29, en reemplazo de María José.

     Participante en el casting.
     Participante del equipo "Titular".
     Participante del equipo "Banca".

## Tabla estadística
| Catalina Vera       | 18 | 21            | 16            | 19            | 18            | 20            | 3             | —             | —             | 3             | Ganadora      | Ganadora      | Ganadora      | Ganadora      | Ganadora      | Ganadora      | Ganadora      | Ganadora      | Ganadora      | Ganadora      | Ganadora      | Ganadora      | Ganadora      | Ganadora      | Ganadora      | Ganadora      | Ganadora      | Ganadora      | Ganadora      | Ganadora      | Ganadora      | Ganadora      | Ganadora      | Ganadora      | Ganadora      | Ganadora      | Ganadora      | Ganadora      | Ganadora      | Ganadora      | Ganadora      | Ganadora      | Ganadora      | Ganadora      | Ganadora      | Ganadora      | Ganadora      | Ganadora      |               |               |               |               |               |               |               |               |               |               |               |               |               |
| Camila Lacamara     | 14 | 18            | 17            | 15            | 18            | 17            | 3             | —             | —             | 0             | 2.º Lugar     | 2.º Lugar     | 2.º Lugar     | 2.º Lugar     | 2.º Lugar     | 2.º Lugar     | 2.º Lugar     | 2.º Lugar     | 2.º Lugar     | 2.º Lugar     | 2.º Lugar     | 2.º Lugar     | 2.º Lugar     | 2.º Lugar     | 2.º Lugar     | 2.º Lugar     | 2.º Lugar     | 2.º Lugar     | 2.º Lugar     | 2.º Lugar     | 2.º Lugar     | 2.º Lugar     | 2.º Lugar     | 2.º Lugar     | 2.º Lugar     | 2.º Lugar     | 2.º Lugar     | 2.º Lugar     | 2.º Lugar     | 2.º Lugar     | 2.º Lugar     | 2.º Lugar     | 2.º Lugar     | 2.º Lugar     | 2.º Lugar     | 2.º Lugar     | 2.º Lugar     | 2.º Lugar     |               |               |               |               |               |               |               |               |               |               |               |               |               |
| Natalia Dufuur      | 19 | 18            | 20            | 18            | 14            | 20            | 3             | —             | —             | 0             | 2.º Lugar     | 2.º Lugar     | 2.º Lugar     | 2.º Lugar     | 2.º Lugar     | 2.º Lugar     | 2.º Lugar     | 2.º Lugar     | 2.º Lugar     | 2.º Lugar     | 2.º Lugar     | 2.º Lugar     | 2.º Lugar     | 2.º Lugar     | 2.º Lugar     | 2.º Lugar     | 2.º Lugar     | 2.º Lugar     | 2.º Lugar     | 2.º Lugar     | 2.º Lugar     | 2.º Lugar     | 2.º Lugar     | 2.º Lugar     | 2.º Lugar     | 2.º Lugar     | 2.º Lugar     | 2.º Lugar     | 2.º Lugar     | 2.º Lugar     | 2.º Lugar     | 2.º Lugar     | 2.º Lugar     | 2.º Lugar     | 2.º Lugar     | 2.º Lugar     | 2.º Lugar     | 2.º Lugar     |               |               |               |               |               |               |               |               |               |               |               |               |               |
| Camila Correa       | —  | —             | 17            | 21            | 19            | 15            | 3             | —             | —             | Finalista     | Finalista     | Finalista     | Finalista     | Finalista     | Finalista     | Finalista     | Finalista     | Finalista     | Finalista     | Finalista     | Finalista     | Finalista     | Finalista     | Finalista     | Finalista     | Finalista     |               |               |               |               |               |               |               |               |               |               |               |               |               |               |               |               |               |               |               |               |               |               |               |               |               |               |               |               |               |               |               |               |               |               |               |
| Fernanda Vega       | 13 | 18            | 15            | 19            | 17            | 20            | 3             | —             | Finalista     | Finalista     | Finalista     | Finalista     | Finalista     | Finalista     | Finalista     | Finalista     | Finalista     | Finalista     | Finalista     | Finalista     | Finalista     | Finalista     | Finalista     | Finalista     | Finalista     |               |               |               |               |               |               |               |               |               |               |               |               |               |               |               |               |               |               |               |               |               |               |               |               |               |               |               |               |               |               |               |               |               |               |               |               |
| Kimberly Riquelme   | 11 | 16            | 19            | 16            | 19            | 18            | 0             | Semifinalista | Semifinalista | Semifinalista | Semifinalista | Semifinalista | Semifinalista | Semifinalista | Semifinalista | Semifinalista | Semifinalista | Semifinalista | Semifinalista | Semifinalista | Semifinalista | Semifinalista | Semifinalista | Semifinalista |               |               |               |               |               |               |               |               |               |               |               |               |               |               |               |               |               |               |               |               |               |               |               |               |               |               |               |               |               |               |               |               |               |               |               |               |               |
| Francesca Sabelle   | 14 | 15            | 18            | 17            | 16            | 19            | 0             | Semifinalista | Semifinalista | Semifinalista | Semifinalista | Semifinalista | Semifinalista | Semifinalista | Semifinalista | Semifinalista | Semifinalista | Semifinalista | Semifinalista | Semifinalista | Semifinalista | Semifinalista | Semifinalista | Semifinalista |               |               |               |               |               |               |               |               |               |               |               |               |               |               |               |               |               |               |               |               |               |               |               |               |               |               |               |               |               |               |               |               |               |               |               |               |               |
| Mitzy Ávila         | 17 | 16            | 14            | 16            | 14            | 17            | 0             | Semifinalista | Semifinalista | Semifinalista | Semifinalista | Semifinalista | Semifinalista | Semifinalista | Semifinalista | Semifinalista | Semifinalista | Semifinalista | Semifinalista | Semifinalista | Semifinalista | Semifinalista | Semifinalista | Semifinalista |               |               |               |               |               |               |               |               |               |               |               |               |               |               |               |               |               |               |               |               |               |               |               |               |               |               |               |               |               |               |               |               |               |               |               |               |               |
| Eva Quezada         | 18 | 16            | 18            | 20            | 20            | 19            | 0             | Semifinalista | Semifinalista | Semifinalista | Semifinalista | Semifinalista | Semifinalista | Semifinalista | Semifinalista | Semifinalista | Semifinalista | Semifinalista | Semifinalista | Semifinalista | Semifinalista | Semifinalista | Semifinalista | Semifinalista |               |               |               |               |               |               |               |               |               |               |               |               |               |               |               |               |               |               |               |               |               |               |               |               |               |               |               |               |               |               |               |               |               |               |               |               |               |
| Muriel Rocchi       | —  | —             | —             | —             | —             | —             | 0             | Semifinalista | Semifinalista | Semifinalista | Semifinalista | Semifinalista | Semifinalista | Semifinalista | Semifinalista | Semifinalista | Semifinalista | Semifinalista | Semifinalista | Semifinalista | Semifinalista | Semifinalista | Semifinalista | Semifinalista |               |               |               |               |               |               |               |               |               |               |               |               |               |               |               |               |               |               |               |               |               |               |               |               |               |               |               |               |               |               |               |               |               |               |               |               |               |
| Carolina Estay      | 17 | 15            | 17            | 16            | 18            | 17            | 8.ª Eliminada | 8.ª Eliminada | 8.ª Eliminada | 8.ª Eliminada | 8.ª Eliminada | 8.ª Eliminada | 8.ª Eliminada | 8.ª Eliminada | 8.ª Eliminada | 8.ª Eliminada | 8.ª Eliminada | 8.ª Eliminada | 8.ª Eliminada | 8.ª Eliminada | 8.ª Eliminada | 8.ª Eliminada | 8.ª Eliminada | 8.ª Eliminada | 8.ª Eliminada | 8.ª Eliminada | 8.ª Eliminada | 8.ª Eliminada | 8.ª Eliminada | 8.ª Eliminada | 8.ª Eliminada | 8.ª Eliminada | 8.ª Eliminada | 8.ª Eliminada | 8.ª Eliminada | 8.ª Eliminada | 8.ª Eliminada | 8.ª Eliminada | 8.ª Eliminada | 8.ª Eliminada | 8.ª Eliminada | 8.ª Eliminada | 8.ª Eliminada | 8.ª Eliminada | 8.ª Eliminada | 8.ª Eliminada | 8.ª Eliminada | 8.ª Eliminada | 8.ª Eliminada | 8.ª Eliminada | 8.ª Eliminada | 8.ª Eliminada | 8.ª Eliminada | 8.ª Eliminada | 8.ª Eliminada | 8.ª Eliminada | 8.ª Eliminada | 8.ª Eliminada | 8.ª Eliminada | 8.ª Eliminada | 8.ª Eliminada |
| Catherine Herrera   | 18 | 18            | 19            | 14            | 13            | —             | 7.ª Eliminada | 7.ª Eliminada | 7.ª Eliminada | 7.ª Eliminada | 7.ª Eliminada | 7.ª Eliminada | 7.ª Eliminada | 7.ª Eliminada | 7.ª Eliminada | 7.ª Eliminada | 7.ª Eliminada | 7.ª Eliminada | 7.ª Eliminada | 7.ª Eliminada | 7.ª Eliminada | 7.ª Eliminada | 7.ª Eliminada | 7.ª Eliminada | 7.ª Eliminada | 7.ª Eliminada | 7.ª Eliminada | 7.ª Eliminada | 7.ª Eliminada | 7.ª Eliminada | 7.ª Eliminada | 7.ª Eliminada | 7.ª Eliminada | 7.ª Eliminada | 7.ª Eliminada | 7.ª Eliminada | 7.ª Eliminada | 7.ª Eliminada | 7.ª Eliminada | 7.ª Eliminada | 7.ª Eliminada | 7.ª Eliminada | 7.ª Eliminada | 7.ª Eliminada | 7.ª Eliminada | 7.ª Eliminada | 7.ª Eliminada | 7.ª Eliminada | 7.ª Eliminada | 7.ª Eliminada | 7.ª Eliminada | 7.ª Eliminada | 7.ª Eliminada | 7.ª Eliminada | 7.ª Eliminada | 7.ª Eliminada | 7.ª Eliminada | 7.ª Eliminada | 7.ª Eliminada | 7.ª Eliminada | 7.ª Eliminada |
| Gabriela Aguilera   | —  | —             | —             | —             | —             | 6.ª Eliminada | 6.ª Eliminada | 6.ª Eliminada | 6.ª Eliminada | 6.ª Eliminada | 6.ª Eliminada | 6.ª Eliminada | 6.ª Eliminada | 6.ª Eliminada | 6.ª Eliminada | 6.ª Eliminada | 6.ª Eliminada | 6.ª Eliminada | 6.ª Eliminada | 6.ª Eliminada | 6.ª Eliminada | 6.ª Eliminada | 6.ª Eliminada | 6.ª Eliminada | 6.ª Eliminada | 6.ª Eliminada | 6.ª Eliminada | 6.ª Eliminada | 6.ª Eliminada | 6.ª Eliminada | 6.ª Eliminada | 6.ª Eliminada | 6.ª Eliminada | 6.ª Eliminada | 6.ª Eliminada | 6.ª Eliminada | 6.ª Eliminada | 6.ª Eliminada | 6.ª Eliminada | 6.ª Eliminada | 6.ª Eliminada | 6.ª Eliminada | 6.ª Eliminada | 6.ª Eliminada | 6.ª Eliminada | 6.ª Eliminada | 6.ª Eliminada | 6.ª Eliminada | 6.ª Eliminada | 6.ª Eliminada | 6.ª Eliminada | 6.ª Eliminada | 6.ª Eliminada | 6.ª Eliminada | 6.ª Eliminada | 6.ª Eliminada | 6.ª Eliminada | 6.ª Eliminada | 6.ª Eliminada | 6.ª Eliminada |               |
| Claudia Benner      | 16 | 17            | 17            | 16            | —             | 1.er Abandono | 1.er Abandono | 1.er Abandono | 1.er Abandono | 1.er Abandono | 1.er Abandono | 1.er Abandono | 1.er Abandono | 1.er Abandono | 1.er Abandono | 1.er Abandono | 1.er Abandono | 1.er Abandono | 1.er Abandono | 1.er Abandono | 1.er Abandono | 1.er Abandono | 1.er Abandono | 1.er Abandono | 1.er Abandono |               |               |               |               |               |               |               |               |               |               |               |               |               |               |               |               |               |               |               |               |               |               |               |               |               |               |               |               |               |               |               |               |               |               |               |               |
| Katherine Contreras | —  | —             | —             | —             | 5.ª Eliminada | 5.ª Eliminada | 5.ª Eliminada | 5.ª Eliminada | 5.ª Eliminada | 5.ª Eliminada | 5.ª Eliminada | 5.ª Eliminada | 5.ª Eliminada | 5.ª Eliminada | 5.ª Eliminada | 5.ª Eliminada | 5.ª Eliminada | 5.ª Eliminada | 5.ª Eliminada | 5.ª Eliminada | 5.ª Eliminada | 5.ª Eliminada | 5.ª Eliminada | 5.ª Eliminada | 5.ª Eliminada | 5.ª Eliminada | 5.ª Eliminada | 5.ª Eliminada | 5.ª Eliminada | 5.ª Eliminada | 5.ª Eliminada | 5.ª Eliminada | 5.ª Eliminada | 5.ª Eliminada | 5.ª Eliminada | 5.ª Eliminada | 5.ª Eliminada | 5.ª Eliminada | 5.ª Eliminada | 5.ª Eliminada | 5.ª Eliminada | 5.ª Eliminada | 5.ª Eliminada | 5.ª Eliminada | 5.ª Eliminada | 5.ª Eliminada | 5.ª Eliminada | 5.ª Eliminada | 5.ª Eliminada | 5.ª Eliminada | 5.ª Eliminada | 5.ª Eliminada | 5.ª Eliminada | 5.ª Eliminada | 5.ª Eliminada | 5.ª Eliminada | 5.ª Eliminada | 5.ª Eliminada | 5.ª Eliminada |               |               |
| Jennifer Boldt      | —  | —             | —             | 4.ª Eliminada | 4.ª Eliminada | 4.ª Eliminada | 4.ª Eliminada | 4.ª Eliminada | 4.ª Eliminada | 4.ª Eliminada | 4.ª Eliminada | 4.ª Eliminada | 4.ª Eliminada | 4.ª Eliminada | 4.ª Eliminada | 4.ª Eliminada | 4.ª Eliminada | 4.ª Eliminada | 4.ª Eliminada | 4.ª Eliminada | 4.ª Eliminada | 4.ª Eliminada | 4.ª Eliminada | 4.ª Eliminada | 4.ª Eliminada | 4.ª Eliminada | 4.ª Eliminada | 4.ª Eliminada | 4.ª Eliminada | 4.ª Eliminada | 4.ª Eliminada | 4.ª Eliminada | 4.ª Eliminada | 4.ª Eliminada | 4.ª Eliminada | 4.ª Eliminada | 4.ª Eliminada | 4.ª Eliminada | 4.ª Eliminada | 4.ª Eliminada | 4.ª Eliminada | 4.ª Eliminada | 4.ª Eliminada | 4.ª Eliminada | 4.ª Eliminada | 4.ª Eliminada | 4.ª Eliminada | 4.ª Eliminada | 4.ª Eliminada | 4.ª Eliminada | 4.ª Eliminada | 4.ª Eliminada | 4.ª Eliminada | 4.ª Eliminada | 4.ª Eliminada | 4.ª Eliminada | 4.ª Eliminada | 4.ª Eliminada |               |               |               |
| Florencia Gabardos  | 12 | 14            | 3.ª Eliminada | 3.ª Eliminada | 3.ª Eliminada | 3.ª Eliminada | 3.ª Eliminada | 3.ª Eliminada | 3.ª Eliminada | 3.ª Eliminada | 3.ª Eliminada | 3.ª Eliminada | 3.ª Eliminada | 3.ª Eliminada | 3.ª Eliminada | 3.ª Eliminada | 3.ª Eliminada | 3.ª Eliminada | 3.ª Eliminada | 3.ª Eliminada | 3.ª Eliminada | 3.ª Eliminada | 3.ª Eliminada | 3.ª Eliminada | 3.ª Eliminada | 3.ª Eliminada | 3.ª Eliminada | 3.ª Eliminada | 3.ª Eliminada | 3.ª Eliminada | 3.ª Eliminada | 3.ª Eliminada | 3.ª Eliminada | 3.ª Eliminada | 3.ª Eliminada | 3.ª Eliminada | 3.ª Eliminada | 3.ª Eliminada | 3.ª Eliminada | 3.ª Eliminada | 3.ª Eliminada | 3.ª Eliminada | 3.ª Eliminada | 3.ª Eliminada | 3.ª Eliminada | 3.ª Eliminada | 3.ª Eliminada | 3.ª Eliminada | 3.ª Eliminada | 3.ª Eliminada | 3.ª Eliminada | 3.ª Eliminada | 3.ª Eliminada | 3.ª Eliminada | 3.ª Eliminada | 3.ª Eliminada | 3.ª Eliminada |               |               |               |               |
| Claudia Poblete     | —  | 2.ª Eliminada | 2.ª Eliminada | 2.ª Eliminada | 2.ª Eliminada | 2.ª Eliminada | 2.ª Eliminada | 2.ª Eliminada | 2.ª Eliminada | 2.ª Eliminada | 2.ª Eliminada | 2.ª Eliminada | 2.ª Eliminada | 2.ª Eliminada | 2.ª Eliminada | 2.ª Eliminada | 2.ª Eliminada | 2.ª Eliminada | 2.ª Eliminada | 2.ª Eliminada | 2.ª Eliminada | 2.ª Eliminada | 2.ª Eliminada | 2.ª Eliminada | 2.ª Eliminada | 2.ª Eliminada | 2.ª Eliminada | 2.ª Eliminada | 2.ª Eliminada | 2.ª Eliminada | 2.ª Eliminada | 2.ª Eliminada | 2.ª Eliminada | 2.ª Eliminada | 2.ª Eliminada | 2.ª Eliminada | 2.ª Eliminada | 2.ª Eliminada | 2.ª Eliminada | 2.ª Eliminada | 2.ª Eliminada | 2.ª Eliminada | 2.ª Eliminada | 2.ª Eliminada | 2.ª Eliminada | 2.ª Eliminada | 2.ª Eliminada | 2.ª Eliminada | 2.ª Eliminada | 2.ª Eliminada | 2.ª Eliminada | 2.ª Eliminada | 2.ª Eliminada | 2.ª Eliminada | 2.ª Eliminada | 2.ª Eliminada |               |               |               |               |               |

Titulares
     Puntaje más alto.
     Sentenciada, enviada al "Tête à Tête" y salvada.
     Enviada directamente al "Tête à Tête" y salvada.
     Amenazada por la sentenciada, enviada al "Tête à Tête" y salvada.
     Sentenciada, enviada al "Tête à Tête" y eliminada.
     Abandona el certamen.
Banca
     No es elegida por el público y sigue en Banca.
     Elegida por el público, enviada al "Tête à Tête" y ganadora.
     Elegida por el público, enviada al "Tête à Tête" y eliminada.

## Resultados Generales
| Catalina   | Ingresa  | Gana      | Gana    | -         | Salvada   | Gana      | Salvada   | Salvada   | Salvada   | Gana      | Nominada  | Salvada   | Salvada   | Ganadora  |  |  |  |  |  |  |  |  |  |  |  |  |  |  |  |  |  |  |  |  |  |  |  |  |  |  |  |  |  |  |  |  |  |  |  |  |  |  |
| Natalia    | Ingresa  | Salvada   | Salvada | -         | Gana      | Salvada   | Gana      | Salvada   | Salvada   | Gana      | Nominada  | Salvada   | Salvada   | 2.º Lugar |  |  |  |  |  |  |  |  |  |  |  |  |  |  |  |  |  |  |  |  |  |  |  |  |  |  |  |  |  |  |  |  |  |  |  |  |  |  |
| Camila L.  | Ingresa  | Salvada   | Gana    | -         | Salvada   | Salvada   | Salvada   | Salvada   | Salvada   | Salvada   | Nominada  | Salvada   | Salvada   | 2.º Lugar |  |  |  |  |  |  |  |  |  |  |  |  |  |  |  |  |  |  |  |  |  |  |  |  |  |  |  |  |  |  |  |  |  |  |  |  |  |  |
| Camila C.  | Ingresa  | Salvada   | Salvada | -         | Salvada   | Gana      | Salvada   | Gana      | Salvada   | Nominada  | Nominada  | Salvada   | Eliminada |           |  |  |  |  |  |  |  |  |  |  |  |  |  |  |  |  |  |  |  |  |  |  |  |  |  |  |  |  |  |  |  |  |  |  |  |  |  |  |
| Fernanda   | Ingresa  | Salvada   | Gana    | -         | Salvada   | Salvada   | Salvada   | Salvada   | Salvada   | Gana      | Nominada  | Eliminada |           |           |  |  |  |  |  |  |  |  |  |  |  |  |  |  |  |  |  |  |  |  |  |  |  |  |  |  |  |  |  |  |  |  |  |  |  |  |  |  |
| Kimberly   | Ingresa  | Salvada   | Gana    | -         | Nominada  | Salvada   | Salvada   | Salvada   | Salvada   | Salvada   | Eliminada |           |           |           |  |  |  |  |  |  |  |  |  |  |  |  |  |  |  |  |  |  |  |  |  |  |  |  |  |  |  |  |  |  |  |  |  |  |  |  |  |  |
| Francesca  | Ingresa  | Salvada   | Gana    | -         | Salvada   | Salvada   | Salvada   | Salvada   | Salvada   | Salvada   | Eliminada |           |           |           |  |  |  |  |  |  |  |  |  |  |  |  |  |  |  |  |  |  |  |  |  |  |  |  |  |  |  |  |  |  |  |  |  |  |  |  |  |  |
| Mitzy      | Ingresa  | Salvada   | Gana    | -         | Salvada   | Salvada   | Nominada  | Salvada   | Salvada   | Salvada   | Eliminada |           |           |           |  |  |  |  |  |  |  |  |  |  |  |  |  |  |  |  |  |  |  |  |  |  |  |  |  |  |  |  |  |  |  |  |  |  |  |  |  |  |
| Eva        | Ingresa  | Salvada   | Gana    | -         | Salvada   | Salvada   | Salvada   | Salvada   | Gana      | Salvada   | Eliminada |           |           |           |  |  |  |  |  |  |  |  |  |  |  |  |  |  |  |  |  |  |  |  |  |  |  |  |  |  |  |  |  |  |  |  |  |  |  |  |  |  |
| Muriel     | Ingresa  | Salvada   | Salvada | -         | Salvada   | Salvada   | Salvada   | Salvada   | Salvada   | Gana      | Eliminada |           |           |           |  |  |  |  |  |  |  |  |  |  |  |  |  |  |  |  |  |  |  |  |  |  |  |  |  |  |  |  |  |  |  |  |  |  |  |  |  |  |
| Carolina   | Ingresa  | Nominada  | Gana    | -         | Salvada   | Salvada   | Salvada   | Salvada   | Salvada   | Eliminada |           |           |           |           |  |  |  |  |  |  |  |  |  |  |  |  |  |  |  |  |  |  |  |  |  |  |  |  |  |  |  |  |  |  |  |  |  |  |  |  |  |  |
| Catherine  | Ingresa  | Salvada   | Gana    | -         | Salvada   | Salvada   | Salvada   | Nominada  | Nominada  | Eliminada |           |           |           |           |  |  |  |  |  |  |  |  |  |  |  |  |  |  |  |  |  |  |  |  |  |  |  |  |  |  |  |  |  |  |  |  |  |  |  |  |  |  |
| Gabriela   | Ingresa  | Salvada   | Salvada | -         | Salvada   | Salvada   | Salvada   | Salvada   | Eliminada |           |           |           |           |           |  |  |  |  |  |  |  |  |  |  |  |  |  |  |  |  |  |  |  |  |  |  |  |  |  |  |  |  |  |  |  |  |  |  |  |  |  |  |
| Claudia B. | Ingresa  | Salvada   | Gana    | -         | Salvada   | Salvada   | Salvada   | Salvada   | Abandona  |           |           |           |           |           |  |  |  |  |  |  |  |  |  |  |  |  |  |  |  |  |  |  |  |  |  |  |  |  |  |  |  |  |  |  |  |  |  |  |  |  |  |  |
| Katherine  | Ingresa  | Salvada   | Salvada | -         | Salvada   | Salvada   | Salvada   | Eliminada |           |           |           |           |           |           |  |  |  |  |  |  |  |  |  |  |  |  |  |  |  |  |  |  |  |  |  |  |  |  |  |  |  |  |  |  |  |  |  |  |  |  |  |  |
| Jennifer   | Ingresa  | Salvada   | Salvada | -         | Salvada   | Salvada   | Eliminada |           |           |           |           |           |           |           |  |  |  |  |  |  |  |  |  |  |  |  |  |  |  |  |  |  |  |  |  |  |  |  |  |  |  |  |  |  |  |  |  |  |  |  |  |  |
| Florencia  | Ingresa  | Salvada   | Gana    | -         | Salvada   | Eliminada |           |           |           |           |           |           |           |           |  |  |  |  |  |  |  |  |  |  |  |  |  |  |  |  |  |  |  |  |  |  |  |  |  |  |  |  |  |  |  |  |  |  |  |  |  |  |
| Claudia P. | Ingresa  | Eliminada |         | -         | Eliminada |           |           |           |           |           |           |           |           |           |  |  |  |  |  |  |  |  |  |  |  |  |  |  |  |  |  |  |  |  |  |  |  |  |  |  |  |  |  |  |  |  |  |  |  |  |  |  |
| María José | Ingresa  | Salvada   | Gana    | Expulsada |           |           |           |           |           |           |           |           |           |           |  |  |  |  |  |  |  |  |  |  |  |  |  |  |  |  |  |  |  |  |  |  |  |  |  |  |  |  |  |  |  |  |  |  |  |  |  |  |
| Loreto     | Abandona |           |         |           |           |           |           |           |           |           |           |           |           |           |  |  |  |  |  |  |  |  |  |  |  |  |  |  |  |  |  |  |  |  |  |  |  |  |  |  |  |  |  |  |  |  |  |  |  |  |  |  |

Casting
     La participante gana la semana y es salvada.
     La participante no queda en riesgo de eliminación y por lo tanto es salvada.
     La participante es nominada pero no es eliminada.
     La participante es eliminada de Cabaret Burlesque.
     La participante abandona Cabaret Burlesque.
     La participante es expulsada de Cabaret Burlesque.
Galas
     La participante obtiene el mayor puntaje y gana la gala.
     La participante obtiene puntajes intermedios y es salvada.
     La participante no es elegida por el público y es salvada.
     Enviada directamente al "Tête à Tête" y salvada.
     La participante obtiene el puntaje más bajo de la gala y se enfrenta al "Tête à Tête".
     La participante es amenazada por la sentenciada, enviada al "Tête à Tête" y salvada.
     La participante es elegida por el público, se enfrenta al "Tête à Tête" e ingresa al grupo de las Titulares.
     La participante es eliminada de Cabaret Burlesque.

## Seguimiento

### 1.ª Gala
| Catalina Vera      | «Roxanne», The Police                                     | 6 | 6 | 6 | 18 |
| Francesca Sabelle  | «Rolling in the Deep», Adele                              | 4 | 5 | 5 | 14 |
| Kimberly Riquelme  | «Fever», Madonna                                          | 4 | 3 | 4 | 11 |
| Claudia Benner     | «We Found Love», Rihanna & Calvin Harris                  | 6 | 5 | 5 | 16 |
| Eva Quezada        | «Billie Jean», Michael Jackson                            | 6 | 6 | 6 | 18 |
| Florencia Gabardos | «Say my name», Destiny's Child                            | 4 | 4 | 4 | 12 |
| Catherine Herrera  | «Like a Virgin», Madonna                                  | 6 | 6 | 6 | 18 |
| Camila Lacamara    | «Rehab», Amy Winehouse                                    | 3 | 7 | 4 | 14 |
| Fernanda Vega      | «Lady Marmalade», Christina Aguilera, Lil Kim, Mya & Pink | 4 | 4 | 5 | 13 |
| Carolina Estay     | «Bad Romance», Lady Gaga                                  | 5 | 6 | 6 | 17 |
| Mitzy Ávila        | «Starships», Nicki Minaj                                  | 6 | 5 | 6 | 17 |
| Natalia Dufuur     | «Suspicious Minds», Robbie Williams                       | 7 | 6 | 6 | 19 |

- Mejor puntaje: Natalia Dufuur (19)
- Sentenciada: Kimberly Riquelme (11)

| Claudia Poblete   | «Locomotion», Kylie Minogue |  |  |  | 0 |
| Kimberly Riquelme | «Locomotion», Kylie Minogue |  |  |  | 3 |

: El punto es para esa participante.

: El punto no es para esa participante.

Resultado
- Ganadora: Kimberly Riquelme
- Eliminada: Claudia Poblete

### 2.ª Gala
| Eva Quezada        | «Fever», Madonna                                     | 5 | 6 | 5 | 16 |
| Camila Lacamara    | «Hot N Cold», Katy Perry                             | 6 | 6 | 6 | 18 |
| Claudia Benner     | «Blues in the night», Eva Cassidy                    | 5 | 6 | 6 | 17 |
| Catalina Vera      | «Big Spender», Shirley Bassey                        | 7 | 7 | 7 | 21 |
| Carolina Estay     | «Perhaps, Perhaps, Quizáz», Sara Montiel             | 6 | 4 | 5 | 15 |
| Kimberly Riquelme  | «We Found Love», Rihanna & Calvin Harris             | 5 | 6 | 5 | 16 |
| Fernanda Vega      | «All That Jazz», Chicago                             | 6 | 6 | 6 | 18 |
| Florencia Gabardos | «Rehab», Amy Winehouse                               | 5 | 5 | 4 | 14 |
| Francesca Sabelle  | «Billie Jean», Michael Jackson                       | 5 | 6 | 4 | 15 |
| Natalia Dufuur     | «Bad Romance», Lady Gaga                             | 6 | 6 | 6 | 18 |
| Catherine Herrera  | «Suspicious Minds», Robbie Williams                  | 6 | 6 | 6 | 18 |
| Mitzy Ávila        | «Moves like Jagger», Maroon 5 ft. Christina Aguilera | 5 | 5 | 6 | 16 |

- Mejor puntaje: Catalina Vera (21)
- Sentenciada: Florencia Gabardos (14)

| Camila Correa      | «Eso es el amor», Eydie Gormé |  |  |  | 3 |
| Florencia Gabardos | «Eso es el amor», Eydie Gormé |  |  |  | 0 |

: El punto es para esa participante.

: El punto no es para esa participante.

Resultado
- Ganadora: Camila Correa
- Eliminada: Florencia Gabardos

### 3.ª Gala
| Camila Correa     | «All That Jazz», Chicago                                  | 6 | 7 | 4 | 17 |
| Catalina Vera     | «Welcome To Burlesque», Cher                              | 4 | 5 | 7 | 16 |
| Eva Quezada       | «Far l'Amore», Bob Sinclar Feat. Raffaella Carra          | 6 | 6 | 6 | 18 |
| Camila Lacamara   | «Roxanne», The Police                                     | 6 | 6 | 5 | 17 |
| Mitzy Ávila       | «Lady Marmalade», Christina Aguilera, Lil Kim, Mya & Pink | 5 | 4 | 5 | 14 |
| Catherine Herrera | «Fever», Madonna                                          | 7 | 5 | 7 | 19 |
| Francesca Sabelle | «Like a Virgin», Madonna                                  | 6 | 6 | 6 | 18 |
| Natalia Dufuur    | «Hit the Road Jack», Ray Charles                          | 7 | 7 | 6 | 20 |
| Kimberly Riquelme | «Believe», Cher                                           | 7 | 6 | 6 | 19 |
| Carolina Estay    | «Born This Way», Lady Gaga                                | 6 | 5 | 6 | 17 |
| Claudia Benner    | «Rolling in the Deep», Adele                              | 5 | 6 | 6 | 17 |
| Fernanda Vega     | «Billie Jean», Michael Jackson                            | 5 | 5 | 5 | 15 |

- Mejor puntaje: Natalia Dufuur (20)
- Sentenciada: Mitzy Ávila (14)

| Jennifer Boldt | «Suspicious Minds», Robbie Williams |  |  |  | 0 |
| Mitzy Ávila    | «Suspicious Minds», Robbie Williams |  |  |  | 3 |

: El punto es para esa participante.

: El punto no es para esa participante.

Resultado
- Ganadora: Mitzy Ávila
- Eliminada: Jennifer Boldt

### 4.ª Gala
| Francesca Sabelle | «Vogue», Madonna                          | 6 | 5 | 6 | 17 |
| Camila Lacamara   | «Blues in the night», Amy Winehouse       | 5 | 6 | 4 | 15 |
| Camila Correa     | «You can leave your hat on», Randy Newman | 7 | 7 | 7 | 21 |
| Eva Quezada       | «Perhaps, Perhaps, Quizáz», Sara Montiel  | 6 | 7 | 7 | 20 |
| Kimberly Riquelme | «Bad Romance», Lady Gaga                  | 5 | 6 | 5 | 16 |
| Carolina Estay    | «Locomotion», Kylie Minogue               | 6 | 4 | 6 | 16 |
| Natalia Dufuur    | «Welcome To Burlesque», Cher              | 6 | 6 | 6 | 18 |
| Catalina Vera     | «Like a Virgin», Madonna                  | 6 | 6 | 7 | 19 |
| Fernanda Vega     | «Eso es el amor», Eydie Gormé             | 7 | 6 | 6 | 19 |
| Claudia Benner    | «Roxanne», The Police                     | 5 | 6 | 5 | 16 |
| Mitzy Ávila       | «Suspicious Minds», Robbie Williams       | 6 | 4 | 6 | 16 |
| Catherine Herrera | «Believe», Cher                           | 5 | 4 | 5 | 14 |

- Mejor puntaje: Camila Correra (21)
- Sentenciada: Catherine Herrera (14)

| Katherine Contreras | «Love Yo Sou», Delilah |  |  |  | 1 |
| Catherine Herrera   | «Love Yo Sou», Delilah |  |  |  | 2 |

: El punto es para esa participante.

: El punto no es para esa participante.

Resultado
- Ganadora: Catherine Herrera
- Eliminada: Katherine Contreras

### 5.ª Gala
| Natalia Dufuur    | «Far l'Amore», Bob Sinclar Feat. Raffaella Carra | 5 | 5 | 4 | 14 |
| Catalina Vera     | «Fever», Madonna                                 | 5 | 6 | 7 | 18 |
| Kimberly Riquelme | «Falling», Alicia Keys                           | 6 | 6 | 7 | 19 |
| Catherine Herrera | «Hot N Cold», Katy Perry                         | 4 | 4 | 5 | 13 |
| Camila Correa     | «Rolling in the Deep», Adele                     | 6 | 7 | 6 | 19 |
| Mitzy Ávila       | «Roxanne», The Police                            | 4 | 4 | 6 | 14 |
| Camila Lacamara   | «Big Spender», Shirley Bassey                    | 6 | 6 | 6 | 18 |
| Fernanda Vega     | «Locomotion», Kylie Minogue                      | 6 | 5 | 6 | 17 |
| Francesca Sabelle | «Born This Way», Lady Gaga                       | 5 | 5 | 6 | 16 |
| Carolina Estay    | «All That Jazz», Chicago                         | 6 | 5 | 7 | 18 |
| Eva Quezada       | «Say my name», Destiny's Child                   | 7 | 7 | 6 | 20 |

- Mejor puntaje: Eva Quezada (20)
- Sentenciada: Catherine Herrera (13)

| Gabriela Aguilera | «Feel Good Inc.», Gorillaz |  |  |  | 1 |
| Catherine Herrera | «Feel Good Inc.», Gorillaz |  |  |  | 2 |

: El punto es para esa participante.

: El punto no es para esa participante.

Resultado
- Ganadora: Catherine Herrera
- Eliminada: Gabriela Aguilera

### 6.ª Gala
| Catalina Vera     | «Eso es el amor», Eydie Gormé                    | 7 | 6 | 7 | 20 |
| Eva Quezada       | «I Feel Good», James Brown                       | 5 | 7 | 7 | 19 |
| Mitzy Ávila       | «Vogue», Madonna                                 | 6 | 5 | 6 | 17 |
| Camila Lacamara   | «All That Jazz», Chicago                         | 5 | 6 | 6 | 17 |
| Camila Correa     | «Perhaps, Perhaps, Quizáz», Sara Montiel         | 5 | 5 | 5 | 15 |
| Fernanda Vega     | «Rehab», Amy Winehouse                           | 7 | 6 | 7 | 20 |
| Kimberly Riquelme | «Say my name», Destiny's Child                   | 6 | 6 | 6 | 18 |
| Francesca Sabelle | «Hot N Cold», Katy Perry                         | 6 | 6 | 7 | 19 |
| Carolina Estay    | «Far l'Amore», Bob Sinclar Feat. Raffaella Carra | 6 | 5 | 6 | 17 |
| Natalia Dufuur    | «Big Spender», Shirley Bassey                    | 6 | 7 | 7 | 20 |

- Mejor puntaje: Catalina Vera (20), Fernanda Vega (20) y Natalia Dufuur (20).
- Sentenciada: Camila Correa (15)
- Amenazada por la sentenciada: Carolina Estay (17)

| Muriel Rocchi     | «Trouble», Elvis Presley |  |  |  | 3 |
| Catherine Herrera | «Trouble», Elvis Presley |  |  |  | 0 |

: El punto es para esa participante.

: El punto no es para esa participante.

Resultado
- Ganadora: Muriel Rocchi
- Eliminada: Catherine Herrera

| Camila Correa  |  |  |  | 3 |
| Carolina Estay |  |  |  | 0 |

: El punto es para esa participante.

: El punto no es para esa participante.

Resultado
- Ganadora: Camila Correa.
- Eliminada: Carolina Estay.

### Semifinal
| 1 | Catalina Vera     | «Blues in the night», Eva Cassidy   |  |  |  | 3 |
| 1 | Muriel Rocchi     | «Welcome To Burlesque», Cher        |  |  |  | 0 |
| 2 | Fernanda Vega     | «Suspicious Minds», Robbie Williams |  |  |  | 3 |
| 2 | Eva Quezada       | «Roxanne», The Police               |  |  |  | 0 |
| 3 | Natalia Dufuur    | «All That Jazz», Chicago            |  |  |  | 3 |
| 3 | Mitzy Ávila       | «Trouble», Leona Lewis              |  |  |  | 0 |
| 4 | Camila Correa     | «Like a Virgin», Madonna            |  |  |  | 3 |
| 4 | Francesca Sabelle | «Fever», Madonna                    |  |  |  | 0 |
| 5 | Camila Lacamara   | «Vogue», Madonna                    |  |  |  | 3 |
| 5 | Kimberly Riquelme | «Rolling in the Deep», Adele        |  |  |  | 0 |

: El punto es para esa participante.

: El punto no es para esa participante.

Simbología
- Ganadora del Tête à Tête
- Semifinalista Eliminada

### Final

#### Final: Etapa 1
| Presentaciones  | Presentaciones                            |
| Participante    | Canción interpretada                      |
| --------------- | ----------------------------------------- |
| Camila Correa   | «Fever», Madonna                          |
| Catalina Vera   | «Trouble», Leona Lewis                    |
| Natalia Dufuur  | «Falling», Alicia Keys                    |
| Fernanda Vega   | «You can leave your hat on», Randy Newman |
| Camila Lacamara | «Stop», Spice Girls                       |

Simbología
- Finalista Eliminada

#### Final: Etapa 2
| Presentaciones  | Presentaciones               |
| Participante    | Canción interpretada         |
| --------------- | ---------------------------- |
| Camila Correa   | «—»,                         |
| Catalina Vera   | «All That Jazz», Chicago     |
| Natalia Dufuur  | «Night Train», Guns N' Roses |
| Camila Lacamara | «Pussy Cat», Buttons         |

Simbología
- Finalista Eliminada

#### Final: Etapa 3
| Presentaciones  | Presentaciones                       |
| Participante    | Canción interpretada                 |
| --------------- | ------------------------------------ |
| Catalina Vera   | «Vogue», Madonna                     |
| Natalia Dufuur  | «Lady Marmalade», Christina Aguilera |
| Camila Lacamara | «Welcome To Burlesque», Cher         |

Simbología
- Ganadora
- 2.º Lugar

## Audiencia
| 1  | Audiciones                                                   | 14 de noviembre de 2012 | 11,0 | —      |
| 2  | 1.ª Eliminación                                              | 21 de noviembre de 2012 | 11,4 | Octavo |
| 3  | Formación de equipos                                         | 28 de noviembre de 2012 | 11,2 | Noveno |
| 4  | Ensayos Abandona María José Candía Reingresa Claudia Poblete | 5 de diciembre de 2012  | —    | —      |
| 5  | 1.ª Gala                                                     | 14 de diciembre de 2012 | —    | —      |
| 6  | 2.ª Gala                                                     | 21 de diciembre de 2012 | —    | —      |
| 7  | 3.ª Gala                                                     | 28 de diciembre de 2012 | —    | —      |
| 8  | 4.ª Gala                                                     | 4 de enero de 2013      | —    | —      |
| 9  | 5.ª Gala                                                     | 18 de enero de 2013     | 9,4  | Décimo |
| 10 | 6.ª Gala                                                     | 25 de enero de 2013     | —    | —      |
| 11 | Semifinal                                                    | 1 de febrero de 2013    | —    | —      |
| 12 | Final                                                        | 2 de febrero de 2013    | 6,3  | Noveno |

     Emisión más vista.

     Emisión menos vista.